# Johann Peter Bachem
Johann Peter Bachem (* 22. Januar 1785 in Erpel; † 9. Mai 1822 in Köln) war ein deutscher Verlagsbuchhändler und Gründer des J. P. Bachem Verlages.

## Leben
Johann Peter Bachem wurde am 22. Januar 1785 in Erpel als Sohn des Schultheiß Wilhelm B. Bachem geboren. Nach seiner Ausbildung zum Buchhändler bei Hoffmann und Campe in Hamburg diente er als Leutnant der Fußartillerie in der Hanseatischen Legion in den Befreiungskriegen gegen Napoleon, bevor er im August 1814 nach Köln kam. Im Februar 1815 gründete er zusammen mit Marcus DuMont die DuMont-Bachem`sche Buchhandlung in der Brückenstraße 4585 (heute Nr. 8). Persönliche Differenzen, die Ausrichtung der Buchhandlung betreffend, führten am 31. März 1818 zur Auflösung des Gesellschaftervertrages zwischen Bachem und DuMont. Bachem eröffnete daraufhin unter seinem Namen am 4. Mai 1818 die Druckerei und die Verlagsbuchhandlung J. P. Bachem. Mit seinem Bruder Lambert gründete er die katholische Tageszeitung Rheinische Volkshalle. Nach seinem frühen Tod im Mai 1822 übernahm sein Bruder Lambert Bachem das Unternehmen.